# Revue Neurologique
Revue Neurologique ist eine französische, monatlich erscheinende wissenschaftliche Fachzeitschrift mit Fokus auf neurochirurgischen und psychiatrischen Themen. Die Zeitschrift wurde 1893 von Jean-Martin Charcot gegründet; Chefredakteur ist Jean-Philippe Azulay. Sie ist das offizielle Mitteilungsorgan der Société Française de Neurologie. Der Impact Factor lag im Jahr 2016 bei 1,039.